# CMG제약
CMG제약은 의약품과 건강기능식품의 연구.개발과 생산. 판매를 주사업으로 하는 제약회사다.
항암제, 안과분야 의약품, 건강기능식품 등 신사업 부문으로 사업영역을 확대하고 있다.
CMG제약은 신약과 개량신약을 지속적으로 개발해 출시하는 한편, 혁신신약의 임상 진입 및 기술이전 등으로 매출을 늘리고 시장점유율을 확대하는데 주력하고 있다.

## 역사
2001년 8월 (주)미창(현 아난티)으로부터 인적분할되어 신설된 (주)피엠케이가 2006년에 기존 사업을 중단하고 의약품 개발, 제조, 판매회사로 업종을 변경하고 상호를 (주)스카이뉴팜으로 변경하였고 이를 2012년에 (주)차바이오텍에 인수되어 2013년 3월 현재의 상호인 CMG제약로 변경하였다

## 같이 보기
- 차병원

## 참고문헌
1. ↑  한주동, 한국IR협의회 - 기술분석보고서 - CMG